# Hussa

Bernicia und seine Nachbarreiche

Hussa († 592) war von 585 bis zu seinem Tod König des angelsächsischen Königreiches Bernicia.

## Leben
In der älteren Forschung wurde Hussa manchmal als Sohn des Königs Ida von Bernicia aufgefasst. Die genauen Regierungsdaten und die chronologische Einordnung in der Thronfolge ist nicht eindeutig gesichert, da zeitgenössische Quellen fehlen. Manchmal wurde er als Nachfolger von Æthelric und Vorgänger von Theodric in der Zeit um 579–586 eingeordnet. Nach heutiger Kenntnis folgte er wahrscheinlich 585 auf Frithuwald und regierte bis 592.
Eine Allianz der britannischen Könige Urien von Rheged, Rhydderch Hael von Strathclyde, Gwallog ap Llaennog von Elmet und Morcant von Gododdin (oder Bryneich) fiel in Bernicia ein. Es folgten Kämpfe mit wechselndem Ausgang. Der Überlieferung zufolge soll Hussa schließlich von der feindlichen Streitmacht drei Tage lang vergeblich auf der Insel Medgawdd (Lindisfarne) belagert worden sein. Uneinigkeit der britannischen Könige, die in der Ermordung Uriens durch einen Verbündeten gipfelte, führte zur Aufhebung der Belagerung und beendete den Feldzug. Nach Auffassung einiger Historiker war es König Theodric (572–579) oder möglicherweise auch Æthelfrith (592–616), der auf Lindisfarne belagert wurde.
Nach Hussas Tod folgte Æthelfrith, der möglicherweise sein Bruder war, auf den Thron Bernicias. Hussas Sohn Hering kämpfte um 603 gegen Æthelfrith.